# Chrysosoma egens
Chrysosoma egens är en tvåvingeart som först beskrevs av Walker 1858.  Chrysosoma egens ingår i släktet Chrysosoma och familjen styltflugor. Inga underarter finns listade i Catalogue of Life.